# Balboa (Spanje)
Balboa (Galicisch: Valboa) is een Spaanse gemeente in de comarca El Bierzo van de provincie León, deel van de autonome regio Castilië en León. Volgens de bevolkingscijfers van het INE van 2023 heeft de gemeente 261 inwoners.
Het dorpscentrum is gelegen in de vallei van de Rio Balboa. De naam zou zijn afgeleid van het Latijnse vallis-bona, wat zich zou vertalen als goede vallei. Het is een van de gemeenten in León waar Galicisch wordt gesproken. Op een heuvel bij het dorp is het 13e-eeuwse kasteel Castillo de Balboa gelegen, sinds 1949 erkend als Bien de Interés Cultural.